# Lijst van voetbalclubs aangesloten bij de Dordrechtsche Voetbalbond
Dit is een lijst van voetbalclubs die aangesloten en/of actief zijn geweest bij de Dordrechtsche Voetbalbond (DVB).
Vanaf 1940 waren clubs uit de regio van de Dordrechtsche Voetbalbond automatisch lid van de Dordrechtsche Voetbalbond zodra zij zich hadden ingeschreven bij de KNVB.

## Legenda
(1) achter de clubnaam - Zijn meerdere clubs met dezelfde naam geweest, echter zijn verschillende clubs.
   bij Lid sinds - Club is heropgericht of heringeschreven, echter de datum hiervan is onbekend.
   bij Lid tot - Club is uitgeschreven of opgeheven voor 1996, datum hiervan is echter onbekend.
—  bij Lid tot - Club is tot einde van de bond (1996) actief gebleven.
| Club                       | Plaats              | Lid sinds                    | Lid tot        | Bijzonderheden                                                                                            |
| -------------------------- | ------------------- | ---------------------------- | -------------- | --- |
| VV Alblasserdam (1)        | Alblasserdam        | 1923                         | augustus 1928  | |
| VV Alblasserdam (2)        | Alblasserdam        | februari 1930                | —              | |
| AOV                        | Gorinchem           | september 1920               | december 1926  | |
| Ardath Boys                | Dordrecht           | maart 1940                   | Vraag          | |
| ASV Arkel                  | Arkel               | mei 1928                     | november 1942  | Mogelijk heropgericht                                                                                     |
| ASDO                       | Dordrecht           | januari 1938                 | december 1938  | |
| ASW                        | Dordrecht           | oktober 1920                 | —              | |
| ASWH                       | Hendrik-Ido-Ambacht | september 1940               | —              | Was tot 1940 aangesloten bij de CNVB, heette tot 1947 ASW                                                 |
| ATC                        | Dordrecht           | januari 1931                 | april 1937     | |
| Aviolanda                  | Papendrecht         | april 1939                   | Vraag          | |
| VV Bisschop                | Dordrecht           | juni 1939                    | februari 1941  | |
| VV Blokland                | Hoogblokland        |                              | januari 1938   | |
| Columbia                   | Gorinchem           | juli 1913                    | oktober 1916   | |
| VV Crone                   | Dordrecht           | december 1938                | december 1940  | |
| DAC                        | Dordrecht           | januari 1912                 | september 1916 | |
| DAFC                       | Dordrecht           | oktober 1916                 | december 1918  | |
| DASV                       | Dordrecht           | augustus 1912                | oktober 1916   | |
| DAVV                       | Dordrecht           | augustus 1915                | juli 1918      | |
| DDC                        | Dordrecht           | september 1916               | december 1918  | |
| DFC                        | Dordrecht           | 1911                         | —              | Was tot 1911 aangesloten bij de Rotterdamsche Voetbalbond                                                 |
| DMC                        | Dordrecht           | februari 1912                | —              | |
| VV Dordrecht (1)           | Dordrecht           | januari 1912                 | augustus 1923  | In 1923 gefuseerd tot CDS                                                                                 |
| VV Dordrecht (2)           | Dordrecht           | december 1925                | Vraag          | |
| Dordtsche Boys             | Zwijndrecht         | augustus 1925                | januari 1940   | Heette tot augustus 1939 ZOF                                                                              |
| Dortina (1)                | Dordrecht           | mei 1911                     | oktober 1920   | Heette tot augustus 1918 DVS                                                                              |
| Dortina (2)                | Dordrecht           | september 1917               | februari 1918  | |
| Dortina (3)                | Dordrecht           | oktober 1920                 | november 1921  | |
| DOSB                       | Dordrecht           | juni 1933                    | Vraag          | |
| DOSB                       | Gorinchem           | september 1919               | juni 1939      | |
| DOSH (1)                   | Dordrecht           | september 1921               | oktober 1924   | |
| DOSH (2)                   | Dordrecht           | 1933                         | augustus 1936  | |
| DSE                        | Dordrecht           | februari 1938                | Vraag          | |
| VV Dubbeldam               | Dubbeldam           | september 1914               | —              | |
| EBOH                       | Dordrecht           | november 1923                | —              | |
| EMF                        | Dordrecht           | maart 1940                   | Vraag          | |
| SC Emma                    | Dordrecht           | februari 1912                | —              | Heette tot augustus 1912 DVO                                                                              |
| EMO                        | Dordrecht           | februari 1938                | februari 1941  | |
| DVV Fluks                  | Dordrecht           | november 1917                | —              | |
| GAC                        | Gorinchem           | oktober 1916                 | december 1918  | |
| Geel Groen                 | Dordrecht           | september 1914               | oktober 1916   | |
| VV Geluksvogels            | Dordrecht           | december 1926                | —              | |
| GJS                        | Gorinchem           | september 1940               | —              | Was tot 1940 aangesloten bij de Voetbaldistrict GHD                                                       |
| Gloria                     | Dordrecht           | november 1923                | juli 1933      | |
| VV Gorkum                  | Gorinchem           | augustus 1912                | januari 1926   | |
| Gorkumsche Boys            | Gorinchem           | mei 1938                     | februari 1939  | |
| VV 's-Gravendeel (1)       | 's-Gravendeel       | september 1916               | december 1918  | |
| VV 's-Gravendeel (2)       | 's-Gravendeel       | december 1923                | —              | |
| VV Groote Lindt            | Zwijndrecht         | september 1940               | —              | Was tot 1940 aangesloten bij de CNVB                                                                      |
| VV Hageman                 | Dordrecht           | februari 1939                | september 1940 | |
| Hardinxveldsche Boys       | Hardinxveld         | december 1928                | januari 1938   | |
| Hercules                   | Ridderkerk          |                              | september 1937 | Heette tot 1919 Excelsior, was vanaf 1937 aangesloten bij de Rotterdamsche Voetbalbond onder de naam RVVH |
| HSAV                       | Dordrecht           | maart 1938                   | maart 1942     | |
| IDO                        | Dordrecht           | september 1919               | december 1925  | |
| IFC (1)                    | Hendrik-Ido-Ambacht | januari 1922                 | augustus 1928  | |
| IFC (2)                    | Hendrik-Ido-Ambacht | oktober 1928                 | —              | |
| JOZ                        | Zwijndrecht         | juli 1921                    | juli 1931      | |
| De Kanaries                | Dordrecht           | september 1926               | juli 1933      | |
| De Kaninefaten             | Dordrecht           | februari 1939                | maart 1942     | |
| VV Kinderdijk              | Kinderdijk          | januari 1931                 | september 1935 | |
| VV Lips                    | Dordrecht           | mei 1938                     | maart 1942     | |
| VV Looman                  | Dordrecht           | februari 1938                | Vraag          | |
| VV Maasdam                 | Maasdam             | februari 1933                | maart 1935     | |
| Mars                       | Dordrecht           | oktober 1920                 | december 1926  | |
| MEDO                       | Dordrecht           | augustus 1934                | maart 1941     | |
| DVV Merweboys              | Dordrecht           | augustus 1918                | 1994           | Fuseerde in 1994 tot SC Stadspolders                                                                      |
| VV Merwede (1)             | Dordrecht           | januari 1912                 | augustus 1915  | |
| VV Merwede (2)             | Dordrecht           | augustus 1915                | —              | |
| VV Merwestad (1)           | Dordrecht           | februari 1912                | juni 1913      | |
| VV Merwestad (2)           | Dordrecht           | september 1916               | december 1918  | |
| VV Merwestad (3)           | Dordrecht           | oktober 1916                 | december 1941  | |
| DVV Merwesteijn            | Dordrecht           | januari 1924                 | —              | |
| VV Meterfabriek            | Dordrecht           | juni 1939                    | maart 1942     | |
| VV Nieuw-Lekkerland        | Nieuw-Lekkerland    | september 1940               | —              | Was tot 1940 aangesloten bij de CNVB, heette tot 1960 VVE                                                 |
| NSPTT                      | Dordrecht           | april 1939                   | december 1940  | |
| ODO                        | Dordrecht           | oktober 1932                 | 1941           | |
| ODS                        | Dordrecht           | augustus 1912                | —              | |
| OKNV                       | Dordrecht           | december 1921                | januari 1926   | |
| VV Onderwijzers            | Dordrecht           | februari 1938                | februari 1939  | |
| ONV                        | Dordrecht           | juni 1939                    | mei 1940       | |
| SV Oranje Wit              | Dordrecht           | september 1940               | —              | Was tot 1940 aangesloten bij de Rotterdamsche Christelijke Voetbalbond                                    |
| Oranje Witters             | Dordrecht           | januari 1938                 | januari 1940   | |
| OSIV                       | Dordrecht           | augustus 1915                | juli 1933      | |
| OSS                        | Dordrecht           | september 1916               | —              | |
| RKVV OTO                   | Dordrecht           | juni 1924                    | Vraag          | |
| OV                         | Dordrecht           | februari 1912                | december 1915  | |
| VV Papendrecht             | Papendrecht         | oktober 1921                 | —              | Heette tot 1927 PVV                                                                                       |
| ZVV Pelikaan               | Zwijndrecht         | februari 1934 september 1940 | oktober 1937 — | Was tussen 1937 en 1940 aangesloten bij de Rotterdamsche Voetbalbond                                      |
| Penn en Bauduin            | Dordrecht           | februari 1939                | maart 1942     | |
| VV Peursum                 | Giessen             | mei 1938                     | —              | Was tot 1937 aangesloten bij de Voetbalbaldistrict GHD onder de naam PVV                                  |
| Pontonniers                | Dordrecht           | februari 1938                | maart 1942     | |
| GVV Raptim                 | Gorinchem           | oktober 1941                 | —              | |
| RKSV RCD                   | Dordrecht           | september 1940               | —              | Was tot 1940 aangesloten bij de DHVB                                                                      |
| VV Rijsoord                | Rijsoord            | september 1940               | —              | Was tot 1940 aangesloten bij de CNVB                                                                      |
| RIOS                       | Dordrecht           | april 1938                   | —              | |
| VV Rozenhof                | Dordrecht           | februari 1938                | maart 1942     | |
| S en S                     | Dordrecht           | september 1914               | december 1926  | |
| SBD                        | Dordrecht           | februari 1939                | september 1940 | |
| SIOS                       | Dordrecht           | september 1916               | oktober 1914   | |
| VV Sliedrecht              | Sliedrecht          | augustus 1912                | —              | |
| SNA                        | Dordrecht           | februari 1912                | oktober 1916   | |
| VV SSW                     | Dordrecht           | september 1920               | —              | Heette tot mei 1923 De Kieviten                                                                           |
| VV Strijen                 | Strijen             | december 1926                | —              | |
| VV Strijensas              | Strijensas          | september 1933               | januari 1940   | |
| SVW                        | Gorinchem           | september 1913               | —              | |
| VV Tarvo                   | Dordrecht           | februari 1939                | maart 1942     | |
| Tenegedo                   | Dordrecht           | september 1919               | november 1920  | |
| THOR                       | Dordrecht           | februari 1912                | juli 1913      | |
| RKVV TIA                   | Dordrecht           | augustus 1917                | november 1920  | |
| TONEGIDO                   | Dordrecht           | augustus 1912                | oktober 1916   | |
| GVV Unitas                 | Gorinchem           | 1911                         | —              | Was tot 1911 aangesloten bij de Rotterdamsche Voetbalbond                                                 |
| UNO                        | Hardinxveld         | oktober 1932                 | juli 1940      | |
| V en L                     | Dordrecht           | augustus 1931                | maart 1935     | |
| VDS                        | Dordrecht           | februari 1912                | juli 1917      | |
| VOZ                        | Zwijndrecht         | mei 1938                     | maart 1942     | |
| VVGZ                       | Zwijndrecht         | september 1940               | —              | Was tot 1940 aangesloten bij de CNVB, heette tot jul 1943 Geluksvogels                                    |
| VZK                        | Dordrecht           | september 1921               | januari 1926   | |
| WOJ                        | Dordrecht           | december 1939                | Vraag          | |
| VV De Zwerver              | Kinderdijk          | september 1940               | —              | Was tot 1940 aangesloten bij de CNVB                                                                      |
| VV Zwijndrecht (1)         | Zwijndrecht         | september 1916               | september 1917 | |
| VV Zwijndrecht (2)         | Zwijndrecht         | september 1919               | —              | |
| Zwijndrechts Export Elftal | Zwijndrecht         | september 1940               | Vraag          | |